# Dichapetalum morenoi
Dichapetalum morenoi är en tvåhjärtbladig växtart som beskrevs av G. T. Prance. Dichapetalum morenoi ingår i släktet Dichapetalum och familjen Dichapetalaceae. Inga underarter finns listade i Catalogue of Life.